# Tarik Celik
Tarik Celik, znany pod pseudonimem „tarik”, (ur. 18 lutego 1996 w Nowym Jorku) – amerykański zawodowy gracz serii gier Counter-Strike. Największe sukcesy osiągnął, reprezentując drużyny Cloud9 oraz Evil Geniuses. Zwycięzca i najlepszy zawodnik Eleague Major: Boston 2018.

## Kariera
W styczniu 2018 roku w barwach Cloud9 zwyciężył Eleague Major: Boston 2018. Jego zespół pokonał w finale FaZe 2-1 (Mirage 14-16, Overpass 16-10, Inferno 22-19), a Amerykanin został wybrany "najlepszym zawodnikiem turnieju".

## Sukcesy

### OpTic
- ELEAGUE Season 2

### Cloud9
- DreamHack Open Denver 2017
- iBUYPOWER Masters 2017
- Eleague Major: Boston 2018

### MIBR
- ZOTAC Cup Masters 2018 Grand Finals

### Evil Geniuses
- ESL One New York 2019
- StarSeries i-League Season 8
- BLAST Premier Spring 2020 Americas Finals
- cs_summit 6 North America
- ESL One Cologne 2020 North America

### Indywidualne
- MVP Eleague Major: Boston 2018